# Karl Friedrich Viktor Jägerschmid

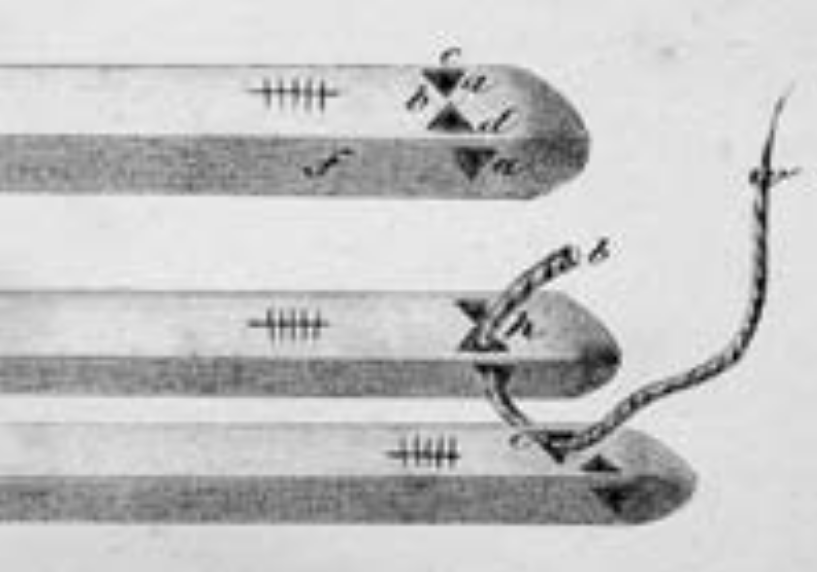
Floßaugen oder Wiedlöcher zur Floßholzbindung, d. h. dem Einbinden von Bauholz in Föße

Karl Friedrich Viktor Jägerschmid (* 27. Juni 1774 in Karlsruhe; † 8. Januar 1863 ebenda) war ein badischer Oberforstrat. Ab 1802 leitete er das Forstamt Gernsbach. Er veröffentlichte mehrere Bücher, darunter 1800 eine Beschreibung des Murgtals.

## Werke
- Das Murgthal: besonders in Hinsicht auf Naturgeschichte und Statistik, 1800 (Digitalisat).
- Handbuch für Holztransport- und Floßwesen, 1827–1828 (Digitalisat).
- Baden und der untere Schwarzwald im Großherzogthum Baden mit seinen Thälern und Gesundbrunnen: geographisch, naturhistorisch, geschichtlich und statistisch beschrieben; mit einer Karte, 1846 (Digitalisat).
- Tabellen zur Bestimmung des kubischen Innhalts der Baumstämme so wie der walzenförmig und konisch abgekürzten Körper, 1862.